# VfB Hohenems
VfB Hohenems is een Oostenrijkse voetbalclub uit Hohenems, een plaats in de deelstaat Vorarlberg. Het Stadion Herrenried is de thuisbasis en ligt niet ver van de Zwitserse grens. De clubkleuren zijn geel en blauw.

## Geschiedenis
In 1923 werd de club opgericht. Het kwam sindsdien uit in de amateurreeksen. Een van de grootste successen werd behaald in 1967 toen VfB Hohenems kampioen werd van de Landesliga Vorarlberg. De club promoveerde daarmee naar de Regionalliga, toen nog de tweede klasse. In het seizoen 1970/71 behaalde het zelfs een vierde plaats, het beste resultaat uit de clubgeschiedenis. Een jaar later degradeerden de geel-blauwen. Het kwam daarna niet hoger te voetballen dan het derde niveau (de huidige Regionalliga). 